# Moor Crichel
Moor Crichel est un village du comté de Dorset dans le Sud-Ouest de l’Angleterre.